# دورفل (دهانه)
دورفل یک دهانه برخوردی در ماه‌ است.

## دهانه‌های اقماری
این دهانه ۴ دهانه اقماری دارد.
| Doerfel | عرض جغرافیایی | طول جغرافیایی | قطر          |
| ------- | ------------- | ------------- | ------------ |
| Y       | ۶۷.۸° S       | ۱۰۸.۸° W      | ۶۸.۰ کیلومتر |
| S       | ۶۹.۹° S       | ۱۱۹.۶° W      | ۳۲.۰ کیلومتر |
| R       | ۷۱.۳° S       | ۱۱۹.۴° W      | ۳۲.۰ کیلومتر |
| U       | ۶۸.۸° S       | ۱۱۷.۲° W      | ۳۴.۰ کیلومتر |